# Канита
Канита Сума (алб. Kanita Suma, родилась 26 июля 2001 в г. Скопье, Северная Македония), более известная как Канита — певица из Северной Македонии, исполняет песни на албанском языке.

## Биография
Родилась 26 июля 2001 года в албанской семье в Скопье, Северная Македония. В 11 лет приняла участие в албанской версии шоу X Factor (2 сезон, 2 серия), где заняла четвёртое место. Она продолжила свою музыкальную карьеру и дважды приняла участие в Kënga Magjike, (в 2014 и в 2018 годах). В 2019 году она неудачно приняла участие на конкурсе Festivali i Këngës 58, являющийся отборочным туром на Евровидение-2020, с песней «Ankht» (алб. "страх"). В январе 2020 года была выпущена её новая песня «Fllad», занявшая 78-ю позицию в Албании.

## Дискография

###### Синглы
| Название | Год  | Позиция в чарте | Альбом |      |    |
| -------- | ---- | --------------- | ------ | ---- | -- |
| Название | Год  | «Stranger»      | Альбом | 2019 | 84 |
| «Ankth»  | —    |                 |        | 2019 |    |
| «Fllad»  | 2020 | 78              |        |      |    |